# Mosaique, suite de morceaux caracteristiques
Mosaique, suite de morceaux caracteristiques is een compositie van Johan Halvorsen. Halvorsen componeerde deze suite voor viool en piano. De delen 3 en 4 werden 13 mei 1899 uitgevoerd, terwijl van de andere drie delen geen datum van eerste uitvoeringen bekend zijn. Het Scherzino (Sparven oftewel mussen) en het Lied van Veslemøy waren gebaseerd op de gedichten in de Haugtussa van de Noorse schrijver Arne Garborg en werden ook als zodanig aangekondigd in het programma van 13 mei. 
Op die datum werd een afscheidsconcert gegeven voor Halvorsen, die Bergen verruilde voor Oslo. Johan Halvorsen speelde waarschijnlijk zelf de vioolpartijen, Elisabeth Hals Andersen zeker de pianopartij.
De delen zijn:
1. Intermezzo oriëntale
2. Entr’act
3. Scherzino
4. Lied van Veslemøy (duur: ca. 2 minuten)
5. Fete nuptial rustique

Het Lied van Veslemøy werd een van Halvorsens meest gespeelde stukken, zeker toen hij er een bewerking voor viool en orkest van maakte. Er bestaan diverse bewerkingen. Zo is het stuk ook uitgevoerd op cello en piano, en zelfs op orgel.